# 卡拉纳维县

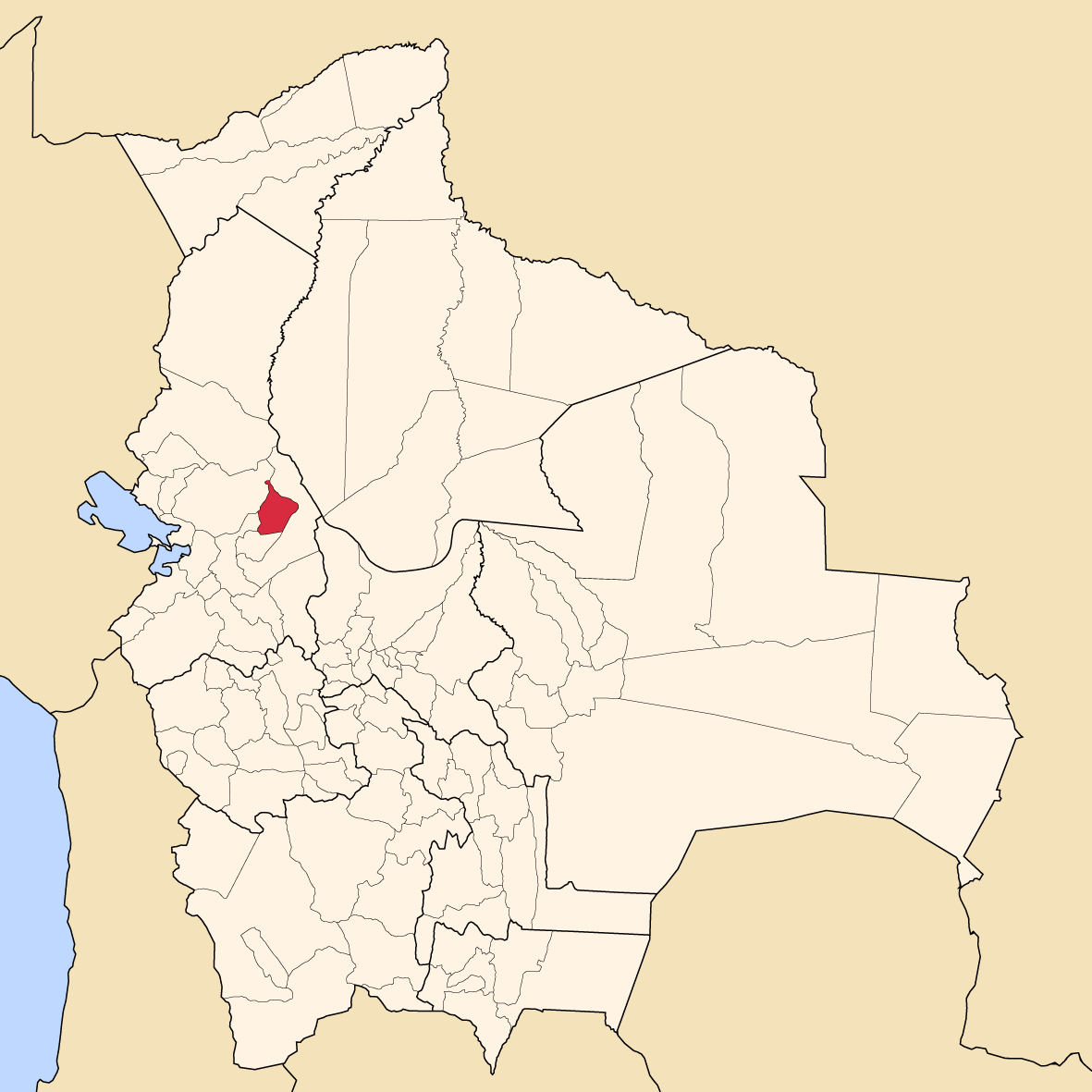

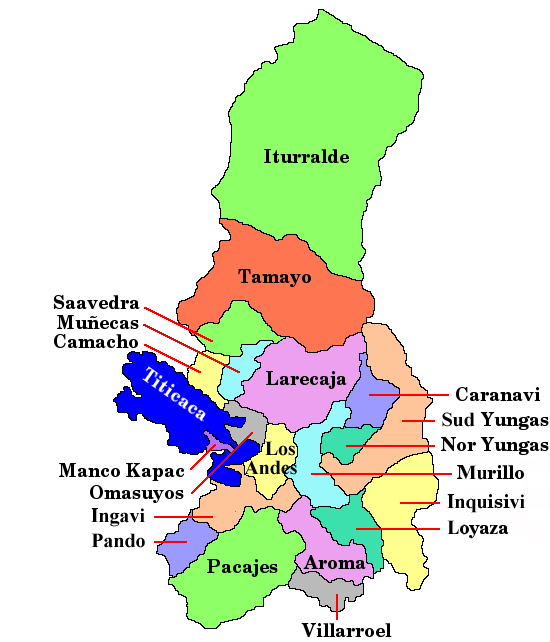

卡拉納維县（西班牙語：Provincia de Caranavi），是玻利維亞的县份，位於該國西部，屬於拉巴斯省的一部分，县府設於卡拉納維，面積3,400平方公里，2012年人口59,365，人口密度每平方公里17人。